# Gouvernement de la mer Noire
1896–1918
Entités suivantes :
- République soviétique de la mer Noire (ru)

Le gouvernement de la mer Noire (en russe : Черноморская губерния Tchernomorskaïa gouberniïa, en géorgien : ჯიქეთი, Djiquétie) est une division administrative de l’Empire russe avec pour capitale la ville de Novorossiïsk. Créé en 1896 à partir de l’okroug de la mer Noire de l’oblast du Kouban, le gouvernement ne survécut pas à la guerre civile russe et fut dissout en 1918.

## Géographie
Le gouvernement de la mer Noire s’étendait dans l’ouest du Caucase le long du littoral de la mer Noire, séparé de l’oblast du Kouban par la ligne de crête du grand Caucase. Au sud-est il jouxtait l’okroug de Soukhoum du gouvernement de Koutaïssi.
Le territoire du gouvernement de la mer Noire est inclus de nos jours dans le kraï de Krasnodar.

## Subdivisions administratives
Au début du XXe siècle le gouvernement de la mer Noire, le plus petit gouvernement de l’empire russe, était divisé en trois okrougs (arrondissements) : Novorossiïsk (chef-lieu), Touapse et Sotchi.

## Population
Au recensement de l'Empire russe de 1897 la population du gouvernement était de 57 478 habitants, dont 24,4 % de Russes, 17,6 % d’Abkhazes, 17,2 % de Géorgiens, 16,1 % d’Ukrainiens, 10,9 % d’Arméniens tcherkessogaïs, 10,4 % de Grecs pontiques et 3,4 % d’Adyguéens et Tcherkesses.